# 朗読文化研究所
朗読文化研究所（ろうどくぶんかけんきゅうじょ）は、朗読を研究・実演する日本の団体（特定非営利活動法人）。創設者は大松幾子で、2021年現在は東京都豊島区池袋に所在する。モットーは「声にのせようことばと心」。

## 沿革
以下、研究所ウェブサイトの「研究所沿革」による。
- 1971年：大松幾子が東京都新宿区高田馬場で子どもの朗読教室を始める。
- 1981年：新宿区下落合に移転。「大松朗読文化研究所」創立。
- 1986年：所報紙『朗読文化』を創刊。
- 1988年：「朗読文化研究所」に改称。
- 2006年：大松幾子死去。
- 2008年：特定非営利活動法人（NPO)として設立される。